# Newstead (Nowy Jork)
Newstead – miasto w Stanach Zjednoczonych, w stanie Nowy Jork, w hrabstwie Erie.